# Chapula, Coahuila
Chapula är en ort i Mexiko.   Den ligger i kommunen Saltillo och delstaten Coahuila, i den centrala delen av landet, 700 km norr om huvudstaden Mexico City. Chapula ligger 1 817 meter över havet och antalet invånare är 409.
Terrängen runt Chapula är kuperad åt nordväst, men åt sydost är den platt. Runt Chapula är det ganska tätbefolkat, med 111 invånare per kvadratkilometer. Närmaste större samhälle är San Juan de la Vaquería, 6,5 km öster om Chapula. Omgivningarna runt Chapula är i huvudsak ett öppet busklandskap.